# Thunbergia tsavoensis
Thunbergia tsavoensis är en akantusväxtart som beskrevs av Vollesen. Thunbergia tsavoensis ingår i släktet thunbergior, och familjen akantusväxter. Inga underarter finns listade i Catalogue of Life.